# Михаил Шолохов
Михаил Александрович Шолохов (Круселин, 24. мај 1905 — Вјошенска, 21. фебруар 1984) био је совјетски књижевник. Добио је Нобелову награду за књижевност.

## Биографија
Рођен је 24. маја 1905. у засеоку Крусилину, близу варошице Вјошенска, на Дону и на њему је провео готово цели живот, те је тако веома добро познавао живот донских козака. Сам је рекао: „Рођен сам на Дону, тамо похађао школу, формирао се као човек и као писац“. Шолохов, међутим, није био Козак: Његова мајка, Анастасија Даниловна Церњикова (1871—1942), била је по оцу Рускиња, а мајка јој је једним делом била Татарка; отац му је био трговац, Рус, Александар Михајлович Шолохов (1865—1925). Његова мајка је прво била удата за козачког гардисту Степина Кузњецова.
Михаил је због тога имао много потешкоћа — исмејавали су га, јер није могао носити очево презиме, све док први мајчин муж није умро. Како су били досељеници на Дон, ни Церњикови, ни Шолохови нису имали привилегован статус, иако су живели и понашали се попут других Козака. Добитник је готово свих совјетских књижевних награда, а 1965. добио је и Нобелову награду за књижевност, за дело Тихи Дон. Умро је 21. фебруара 1984.

## Дела
- Приче са Дона
- Азурна степа
- Човекова судбина
- Тихи дон
- Узорана ледина
- Они су се борили за отаџбину